# Fontaine-le-Puits
Fontaine-le-Puits is een Franse plaats en voormalige gemeente in het departement Savoie in de regio Auvergne-Rhône-Alpes en telt 135 inwoners (2005). De plaats maakt deel uit van het arrondissement Albertville.

## Geschiedenis
De gemeente fuseerde op 1 januari 2016 met Salins-les-Thermes tot de commune nouvelle Salins-Fontaine.

## Geografie
De oppervlakte van Fontaine-le-Puits bedraagt 4,5 km², de bevolkingsdichtheid is 30,0 inwoners per km².
De onderstaande kaart toont de ligging van Fontaine-le-Puits met de belangrijkste infrastructuur en aangrenzende gemeenten.

## Demografie
Onderstaande figuur toont het verloop van het inwonertal.